# Ragnall Uí Ímair
Ragnall Uí Ímair (irlandais), ou Rognvald ou Ragnald Ier est roi du royaume viking d'York de 910 à 921 et roi de l’île de Man et de Waterford de 914 à 921.

## Biographie
Ragnall Uí Ímair (i.e en gaélique : petit-fils d’Ivar), est un des vikings norvégiens membre de la famille des Uí Ímair qui doivent quitter Dublin en 902  après la prise de la cité par les rois Irlandais Devenu un « Roi de la Mer », il occupe les années suivantes à piller les côtes ouest de l’Écosse et du Royaume de Strathclyde à partir de ses bases des Hébrides intérieures ou de l’île de Man.
En 910 il saisit l’opportunité que lui donne la défaite des rois Danois du royaume viking d'York Halfdan II & Eowils par le roi de Wessex Édouard l'Ancien pour faire valoir les droits des Uí Ímair et s’imposer dans la cité. Ensuite Ragnall étend son nouveau domaine vers la Bernicie au nord et la même année en 914 il expulse Ealdred Ier de Bernicie d’une large part de la Northumbrie jusqu’à la rivière Tyne. Ce dernier demande l’aide du roi Constantin II d'Écosse mais les deux alliés sont vaincus par Ragnall la même année à Corbridge.
Ragnall mène ensuite une expédition à travers le nord de la Grande-Bretagne il ravage le Royaume de Strathclyde et rejoint sa flotte à Dumbarton. À la fin de 914 il défait une flotte viking rivale menée par le roi Bard Ottarson de Waterford au large de l’Ile de Man et intègre ce royaume dans son domaine avec les Hébrides intérieures.
Les années suivantes Ragnall mène des opérations en Irlande avec son parent Sitric Uí Ímair  (lui aussi petit-fils d’Ivarr). En 917 les annalistes irlandais notent que Rognvald  (gaélique Ragnall ri Dubgall), car roi des « Étrangers Noirs » i.e les Danois de Northumbrie, et Sitric Uí Ímair accostent en Irlande. Ragnall retourne en Angleterre dès que le second a repris le contrôle de Dublin.
Pendant son absence une opposition s’est constituée dans le Royaume viking d'York, elle rassemble les colons Danois et les « indigènes » saxons. Æthelflæd, dame de Mercie, tente de mettre sur pied une coalition contre lui, mais sa mort en 918 fait échouer le projet. Une petite armée rassemblée par Constantin II d'Écosse est de nouveau vaincue à Corbridge, lorsque Ragnall traverse de nouveau le nord de la Grande-Bretagne pour revenir à York.
Ragnall contrôle désormais toute la région comprise entre York et la Cumbria. Toutefois en 920 il est obligé de se soumettre au roi Edouard l'Ancien et de reconnaître sa souveraineté en s’obligeant à n’agir qu’avec son accord.
Lorsque Ragnall meurt au début de l’année 921 à York, Sigtryggr Caoch abandonne son royaume de Dublin pour s'assurer la succession.

### Postérité
Les Chroniques d'Irlande ne donnent aucune information sur la descendance de Ragnall mais James Henthorn Todd  estime, qu'il est  vraisemblablement  le père de
- « Ímair, Tanist des étrangers »  tué en 950 lors d’un grand combat contre Ruaidrí Ua Canannáin [10] Cet Ímair (i.e: Ivarr) étant par ailleurs  sans  doute lui-même le père d'Ivarr de Waterford dont deux fils et un petit-fils portent le nom de Ragnall[11]
- il est également un des pères putatifs du Mac Ragnall tué en 942